# Павучок Ітсі-Бітсі
«Павучок Ітсі-Бітсі» (англ. Itsy Bitsy Spider) — американський короткометражний мультфільм 1992 року Його тривалість — 7 хвилин. Це сімейна версія "Термінатора" та "Робокопа", а також пілотний епізод мультсеріалу, який транслювався на телеканалі USA Network і складається з 2 сезонів.

## Сюжет
Ітсі–Бітсі — відважний маленький павучок, і жодна, навіть найбільша перешкода не зупинить його на шляху до веселощів і до нових пригод. Крім того, Ітсі завжди готовий протягнути лапку допомоги усім тим, хто цього потребує. Куди б не закинула доля маленького Ітсі він завжди знаходиться під прицілом дуже неприємної пані, Едріенн Фон Лейден, і її улюбленого жирного кота, Екстермінатора.